# FCプロ・ヴェルチェッリ
FCプロ・ヴェルチェッリ1892（Football Club Pro Vercelli 1892 S.r.l）は、イタリア・ピエモンテ州ヴェルチェッリを本拠地とするサッカークラブである。2010年までの名称は、USプロ・ヴェルチェッリ（Unione Sportiva Pro Vercelli）。セリエAの通算最多得点記録を持つシルヴィオ・ピオラがそのキャリアの最初に在籍したのがプロ・ヴェルチェッリであり、ホームスタジアムには彼の名を冠してスタディオ・シルヴィオ・ピオラとしている。2021-2022シーズンはセリエC所属。

## 歴史

### USプロ・ヴェルチェッリ
クラブは1892年に体操クラブSGプロ・ヴェルチェッリ（Società Ginnastica Pro Vercelli）として創設され、1903年にサッカー部門が作られた。1908年にイタリア選手権1部に初昇格、このころにUSプロ・ヴェルチェッリ（Unione Sportiva Pro Vercelli）と名前も変え、同年から1909年にかけて2年連続で優勝した。1909-10シーズンはプレーオフでインテルに敗れて2位で終えたが、続く1910-11シーズンから1912-13シーズンまでは3連覇した。
第一次世界大戦による休止期間（1915年 - 1919年）を経て、1920-21シーズンから1921-22シーズンまで再び選手権を連覇した（プロ・ヴェルチェッリを含む主要クラブがイタリアサッカー連盟（FIGC）から離脱して新団体を立ち上げたため、現在1921-22シーズンには公式な優勝クラブが2つある）。
しかし、1929年にセリエAが創設されるころには往時の勢いはなく、セリエAは1934-35シーズン、セリエBは1947-48シーズンを最後に下位ディビジョンに降格。1978-79シーズンに新設されたセリエC2に再編されて以降は、セリエC2とDの間を行き来する状況が続いた。

### FCプロ・ヴェルチェッリ
2009-10シーズンは複数クラブの合併によって、2006年に創設されたヴェルチェッリ第2のクラブASプロ・ベルヴェデレ・ヴェルチェッリ（A.S. Pro Belvedere Vercelli）がレガ・プロ・セコンダ・ディヴィジオーネ（旧セリエC2）に昇格し、ヴェルチェッリ・ダービーが実現。ところがシーズン終了後、プロ・ヴェルチェッリが財政難で翌シーズンのリーグ登録から除外される事態に陥った。そこで、両チームが合併し、新たにFCプロ・ヴェルチェッリ1892が誕生。かつて7度のリーグ優勝を誇る古豪プロ・ヴェルチェッリの歴史を残したまま、ベルヴェデレのリーグ参戦権でレガ・プロに残留するという解決策を図った。
生まれ変わった新チームは、わずか1年でレガ・プロ・プリマ・ディヴィジオーネに昇格。さらに、昇格した2011-12シーズンはジローネAの5位でリーグ戦を終えると、4クラブで争われたプレーオフに勝ち抜き、2012-13シーズンより65シーズンぶりにセリエBで戦うことになった。

## タイトル

### 国内タイトル
- リーグ：7回
  - 1908, 1909, 1910-11, 1911-12, 1912-13, 1920-21, 1921-22

- スクデット・ディレッタンティ：1回
  - 1993-94

### 国際タイトル
なし

## 過去の成績
| シーズン | ディビジョン                    | ディビジョン | ディビジョン | ディビジョン | ディビジョン | ディビジョン | ディビジョン | ディビジョン | ディビジョン | コッパ・イタリア |
| シーズン | リーグ                          | 試           | 勝           | 分           | 敗           | 得           | 失           | 勝ち点       | 順位         | コッパ・イタリア |
| -------- | ------------------------------- | ------------ | ------------ | ------------ | ------------ | ------------ | ------------ | ------------ | ------------ | ---------------- |
| 2000-01  | セリエC2 ・ジローネA            | 34           | 17           | 10           | 7            | 52           | 34           | 61           | 4位          | —                |
| 2001-02  | セリエC2 ・ジローネA            | 34           | 10           | 12           | 12           | 39           | 34           | 42           | 7位          | —                |
| 2002-03  | セリエC2 ・ジローネA            | 34           | 8            | 6            | 20           | 20           | 52           | 30           | 17位         | —                |
| 2003-04  | セリエC2 ・ジローネA            | 34           | 9            | 14           | 11           | 30           | 39           | 41           | 14位         | —                |
| 2004-05  | セリエC2 ・ジローネA            | 34           | 7            | 12           | 15           | 29           | 46           | 33           | 17位         | —                |
| 2005-06  | セリエC2 ・ジローネA            | 34           | 13           | 11           | 10           | 35           | 30           | 50           | 6位          | —                |
| 2006-07  | セリエC2 ・ジローネA            | 34           | 11           | 12           | 11           | 38           | 35           | 44           | 8位          | —                |
| 2007-08  | セリエC2 ・ジローネA            | 34           | 12           | 11           | 11           | 43           | 43           | 47           | 7位          | —                |
| 2008-09  | レガ・プロ・セコンダ・ジローネA | 34           | 8            | 16           | 10           | 27           | 33           | 40           | 11位         | —                |
| 2009-10  | レガ・プロ・セコンダ・ジローネA | 34           | 11           | 8            | 15           | 31           | 37           | 41           | 12位         | —                |
| 2010-11  | レガ・プロ・セコンダ・ジローネA | 32           | 12           | 16           | 4            | 36           | 23           | 52           | 3位          | —                |
| 2011-12  | レガ・プロ・プリマ・ジローネA   | 34           | 15           | 12           | 7            | 40           | 19           | 57           | 5位          | —                |
| 2012-13  | セリエB                         | 42           | 8            | 9            | 25           | 37           | 67           | 33           | 21位         | 2回戦敗退        |
| 2013-14  | レガ・プロ・プリマ・ジローネA   | 30           | 14           | 15           | 1            | 34           | 16           | 57           | 2位          | 1回戦敗退        |
| 2014-15  | セリエB                         | 42           | 12           | 13           | 17           | 46           | 57           | 49           | 15位         | 2回戦敗退        |
| 2015-16  | セリエB                         | 42           | 11           | 13           | 18           | 43           | 53           | 46           | 17位         | 2回戦敗退        |
| 2016-17  | セリエB                         | 42           | 10           | 19           | 13           | 35           | 45           | 49           | 17位         | 3回戦敗退        |
| 2017-18  | セリエB                         | 42           | 9            | 13           | 20           | 47           | 70           | 40           | 20位         | 2回戦敗退        |
| 2018-19  | セリエC ・ジローネA             | 37           | 18           | 10           | 9            | 45           | 29           | 64           | 5位          | 2回戦敗退        |
| 2019-20  | セリエC ・ジローネA             | 26           | 7            | 10           | 9            | 27           | 28           | 31           | 14位         | 2回戦敗退        |
| 2020-21  | セリエC ・ジローネA             | 38           | 17           | 12           | 9            | 48           | 35           | 63           | 4位          | —                |
| 2021-22  | セリエC ・ジローネA             | 38           | 14           | 13           | 11           | 41           | 40           | 55           | 7位          | —                |
| 2022-23  | セリエC ・ジローネA             |              |              |              |              |              |              |              | 位           |                  |

## 歴代監督
- ナジ・ヨージェフ 1928-1932
- アルベルト・ジラルディーノ 2019-2020

## 歴代所属選手
- ヴィルジニオ・ロゼッタ 1919-1920
- シルヴィオ・ピオラ 1929-1934
- フェデリコ・ペルーゾ 2001-2004
- フェデリコ・マルケッティ 2002-2003, 2005
- マウリツィオ・ガンツ 2006-2007